# フレデリック・イーストレイク

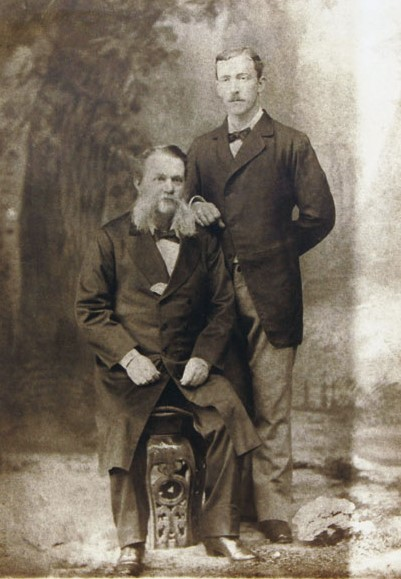
フレデリック・イーストレイク（右）と父

フレデリック・ウォーリントン・イーストレイク（Frederick Warrington Eastlake, 1856年 - 1905年2月18日）は、アメリカ合衆国出身の英語教育家、記者、来日外国人の「お雇い外国人」。フランク・ウォーリントン・イーストレイク（Frank Warrington Eastlake）とも。当時はイーストレーキと称し、その名で多数の英語関連書を出版した。
言語学博士（学士説あり）であり、23カ国語に通ずると言われ、「博言博士」の名で知られた。日本人女性の太田なをみと結婚し、東湖と号した。

## 経歴
アメリカ合衆国ニュージャージー州に生まれる。1861年（文久元年）、父ウィリアム・クラーク・イーストレイク（日本の近代歯科医学の父と呼ばれる歯科医）に伴われて来日（1865年説あり）。5歳でラテン語、ギリシャ語、フランス語、ドイツ語を、8歳の時に父に従って清国に行きスペイン語を学ぶ。10歳で米国に帰り、12歳でドイツのギムナジウムに入学。後にパリに移ってパリの大学区で医学及び法学を修め、ベルリン大学で言語学の博士号を得た。卒業後はプロシアの騎兵隊に入営した。さらにアッシリア、エジプトを遊歴して現地の言語を究めた後、除隊し、父親が開業していた香港に渡って3年間滞在、その間にインドを訪れてサンスクリット語、アラビア語にも親しんだ。
1884年（明治17年）に再び来日、英語教師となる。1885年（明治18年）、元旗本の太田信四郎貞興の娘である日本人女性、太田ナヲミと結婚する。彼女は横浜でフレデリックから英語を習っていた生徒のひとりだった。当時は外国人が居留地以外に住むことは禁じられていたが、福澤諭吉の好意により福澤名義で東京の一番町12番地に家を借り、居を構える。1886年（明治19年）から外国人教師の一員として慶應義塾で英文学講師を一年間務める。その他、『ジャパンメール』（後に『ジャパンタイムズ』と合併）などの新聞記者、教育者として活動。磯辺弥一郎、高根義人を助手に「ザ・トウキョウ・インデペンデント」と称する英語雑誌を3年ほど刊行する。
1888年（明治21年）、磯辺弥一郎と共に国民英学会を設立する。1889年（明治22年）まで東京築地活版製造所に秘書としても勤めた。収入に不満があり、1891年（明治24年）、国民英学会から分裂して日本英学院を設立するも、経営に失敗する。このため、1896年（明治29年）に斎藤秀三郎と手を組んで正則英語学校の設立に加わり、教鞭をとった。
日本語、ドイツ語、フランス語、イタリア語、スペイン語は言文ともに自国語並み、英語は古代、中世、近代と三様に語り分けた。
『ウェブスター氏新刊大辞書和譯字彙』（三省堂刊）など英語辞書の和訳や、『英和比較英文法十講』など英文法書の執筆に寄与した。その他の著書に『香港史』、『日本教会史』、『日本刀剣史』、『勇敢な日本』などがある。
1905年（明治38年）2月18日、流行性感冒をこじらせて急性肺炎で病没。遺体は青山外人墓地に葬られた。青山外人墓地に墓碑と記念碑がある。

## 親族
日本女性太田なをみを妻に3男4女をもうけた。
長女のマリーは16歳で『英和婦人会話』を出版、1903年に女子学生を排除していた東京美術学校に特例で入学し、卒業後も研究科に進んで黒田清輝の白馬会に所属、1911年に東京中学校の英語教師となり、1912年に日本人の銀行員と結婚、1914年には日本に帰化し東湖と改姓。美校で一緒だった青木繁によるマリーの肖像画「おもかげ」(1904)があるほか、田中恭吉 もマリーを描いた作品を遺している
息子のローランド・パスカル・イーストレイク（1888-1954）は教育者として、慶應義塾大学で教鞭をとった。ローランドと日本女性カタヒラ・キヌ（1882年生まれ）との子アーネスト・ワリントン・イーストレイク(1915年生まれ)は、日本に帰化して東湖繁と名乗り、1940年から横浜専門学校で英会話を教えた。
マリー、ローランドの下に4人の弟妹がおり、一人は1913年に渡英し、他は1920年に米国に移民、弟のフランシスと妹のクララは米軍の対日諜報部で働き、末弟のレジナルドは音楽教師になった。